# ورد ألابوغي
ورد ألابوغي (الاسم العلمي:Rosa alabukensis) هو نوع من النباتات يتبع جنس الورد من الفصيلة الوردية.